# Шуточкино
Шуточкино — деревня в Бирилюсском районе Красноярского края России. Входит в состав Новобирилюсского сельсовета.

## География
Деревня находится на правом берегу реки Чулым, на расстоянии примерно 8 км к югу от села Новобирилюссы, административного центра района. Абсолютная высота — 174 м над уровнем моря.

## Население
| 2010 |
| ---- |
| 32   |

### Гендерный состав
По данным Всероссийской переписи населения 2010 года, в деревне проживало 32 человека (12 мужчин и 30 женщин).

## Улицы
Уличная сеть деревни состоит из одной улицы (ул. Советская).